# Quesada (Spagna)
Quesada è un comune spagnolo di 6 006 abitanti situato nella provincia di Jaén.

## Geografia fisica
Il comune è situato ai piedi della Sierra de Cazorla. Vi si trovano le sorgenti del Guadalquivir, quinto fiume per lunghezza della Penisola iberica. Il territorio comunale è attraversato anche dai fiumi Guadiana Menor, affluente del Guadalquivir, e Guadahortuna, affluente del Guadiana Menor.